# Hornsbergs strandpark

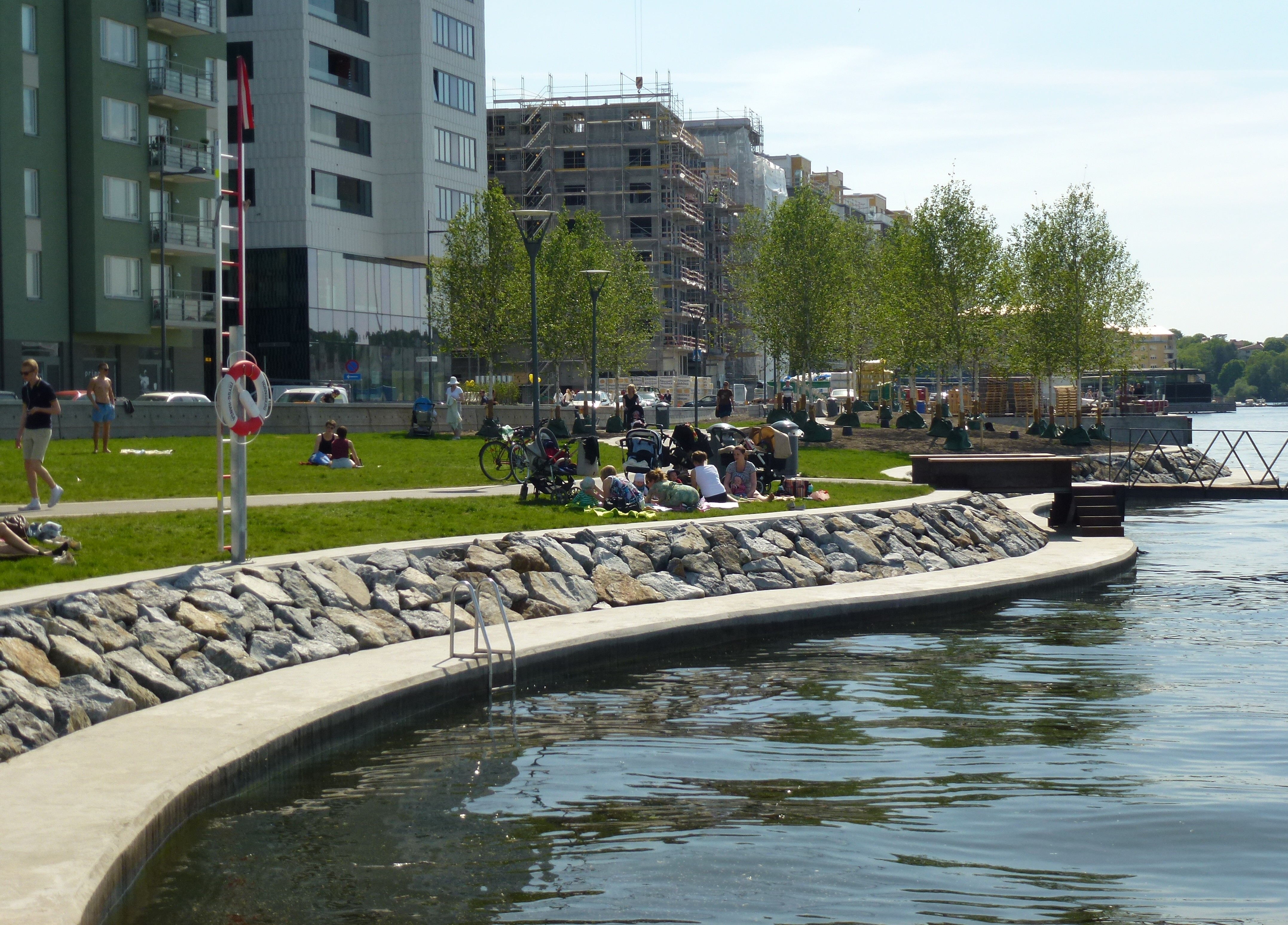
Hornsbergs strandpark i maj 2012.

Hornsbergs strandpark är ett parkstråk längs Ulvsundasjön på Kungsholmen i Stockholm. Parken ingick i program för Nordvästra Kungsholmen och byggdes på utfylld mark i Ulvsundasjön och skapades dels för det nya bostadsområdet vid Hornsbergs strand och dels för att knyta samman gångstråket runt Kungsholmen som tidigare avbröts av ett industriområde och en hamnanläggning på nordvästra Kungsholmen. Parken invigdes den 16 maj 2012. Hornsbergs strandpark tilldelades Sienapriset 2012.
Höghuset vid Moa Martinsons Torg nominerades till Årets Stockholmsbyggnad 2013 och kom på plats två i omröstningen, arkitekt Alessandro Rippelino. 

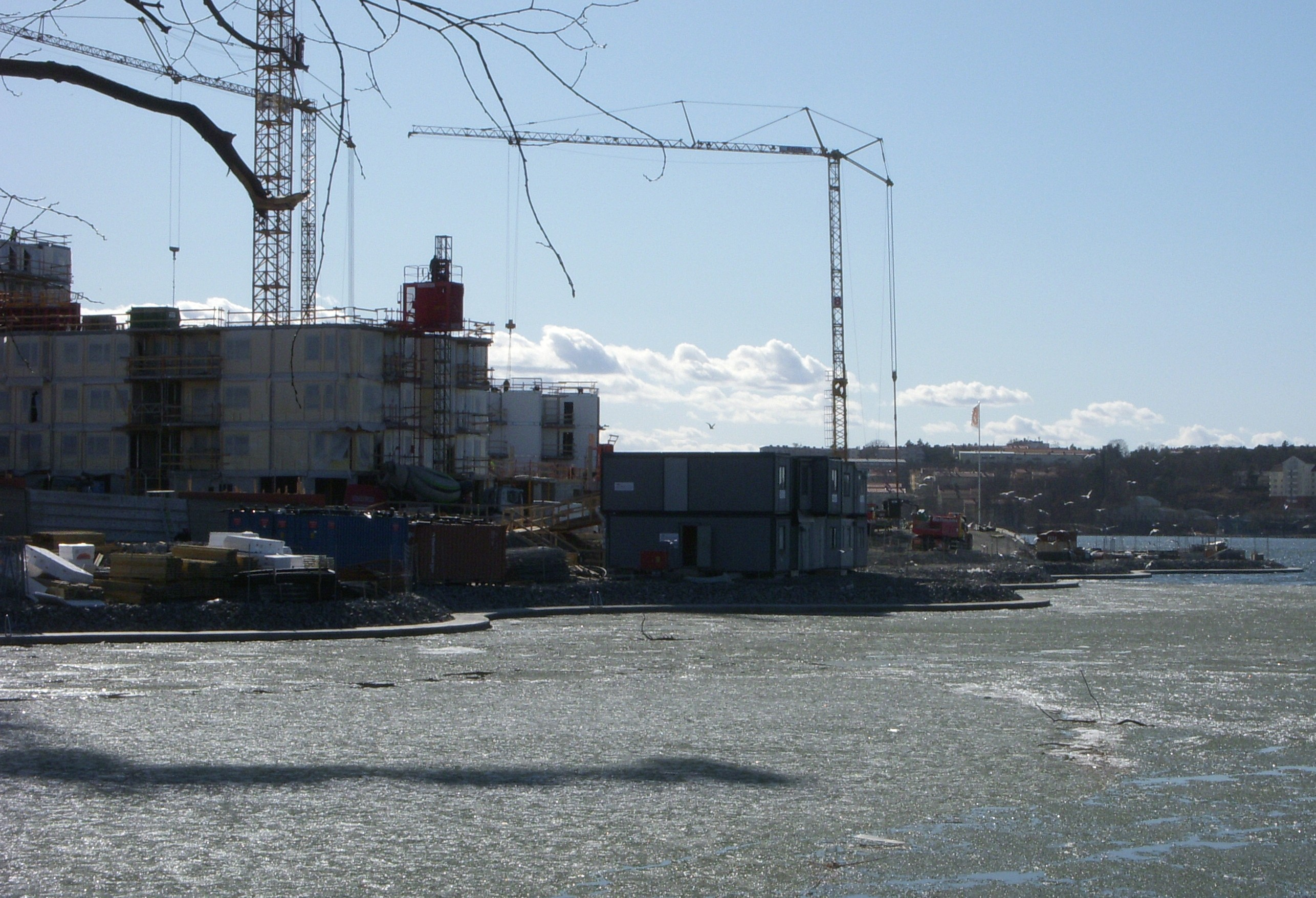
Anläggningsarbete i april 2009.

Hornsbergs strandpark sträcker sig cirka 400 meter parallellt med Hornsbergs strand längs Ulvsundasjön. Innan parken kunde anläggas genomfördes omfattande saneringsarbeten av sjöbottnen och utfyllnads- och förstärkningsarbeten av kajområdet. Totalt utfylldes och nyskapades en yta av cirka 14 000 m². Själva parken anlades åren 2010 till 2012. Beställare var Stockholms stads exploateringskontor, projektledare Monica Amqvist och landskapsarkitekt Britt Mattsson. Konsult var Nyréns arkitektkontor genom landskapsarkitekt Bengt Isling och entreprenör var JM Entreprenad. Planarkitekt på stadsbyggnadskontoret var Charlotte Holst. 
Detaljplanen innebar att en ny strandlinje med promenadvägar, kajparterr, kantskoningar i natursten,  bad- och solbryggor samt planteringar. Längs parkstråket finns tre solbryggor som har byggts med hjälp av personal från Pampas Marina som ligger mittemot parken. 
Tillsammans med fem olika trädgrupper bestående av bland annat björk, näsduksträd och kaukasisk vingnöt skapades ytor med varierande användningsområden. Ett par exempel är den centralt placerade pergolan med möjlighet till picknick och de tre solbryggorna med sittplatser. I den östra delen finns en utedusch. I en intervju från 2024 berättar landskapsarkitekten Bengt Isling  om gestaltningen av parken.

## Bilder

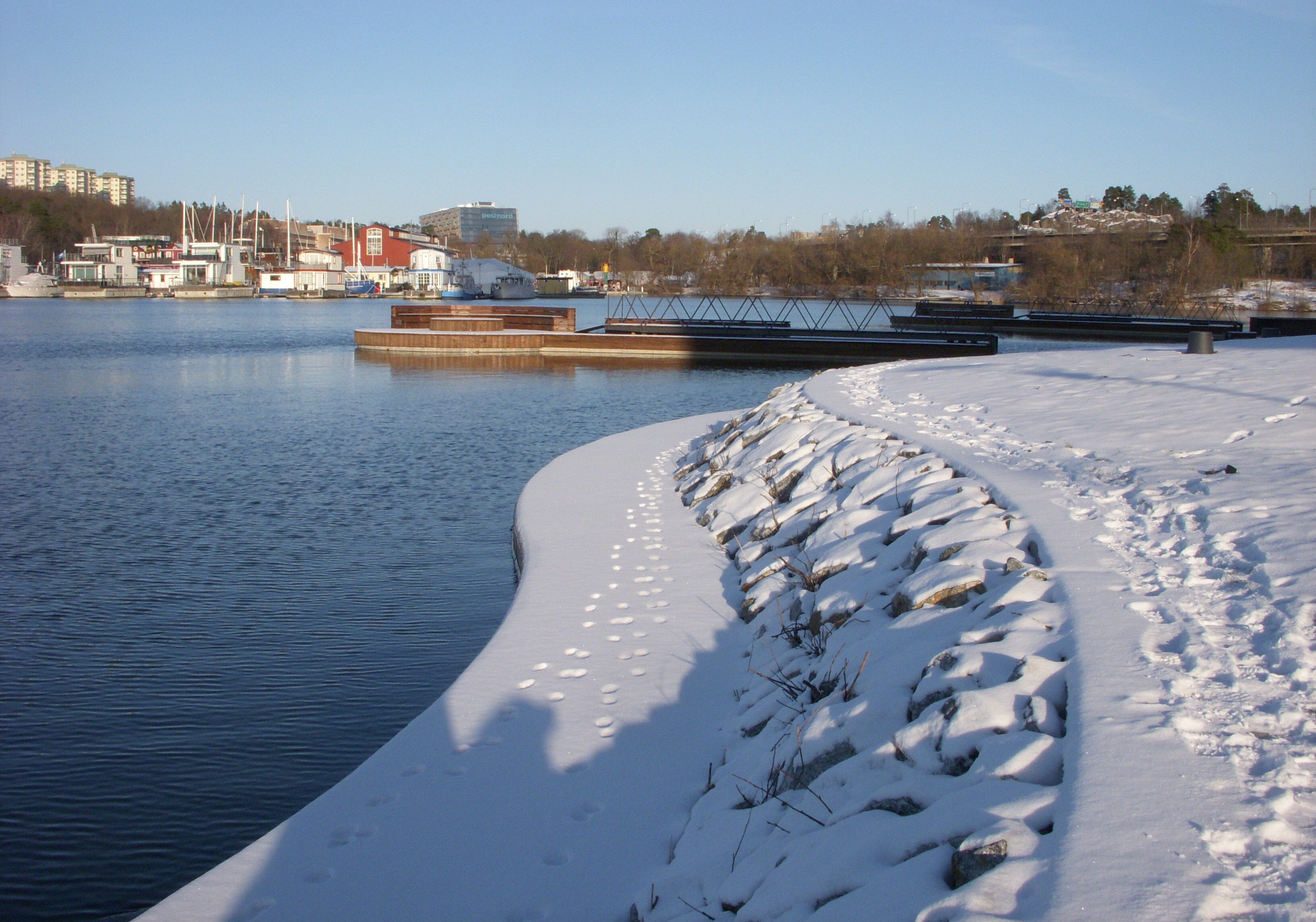
Januari 2012
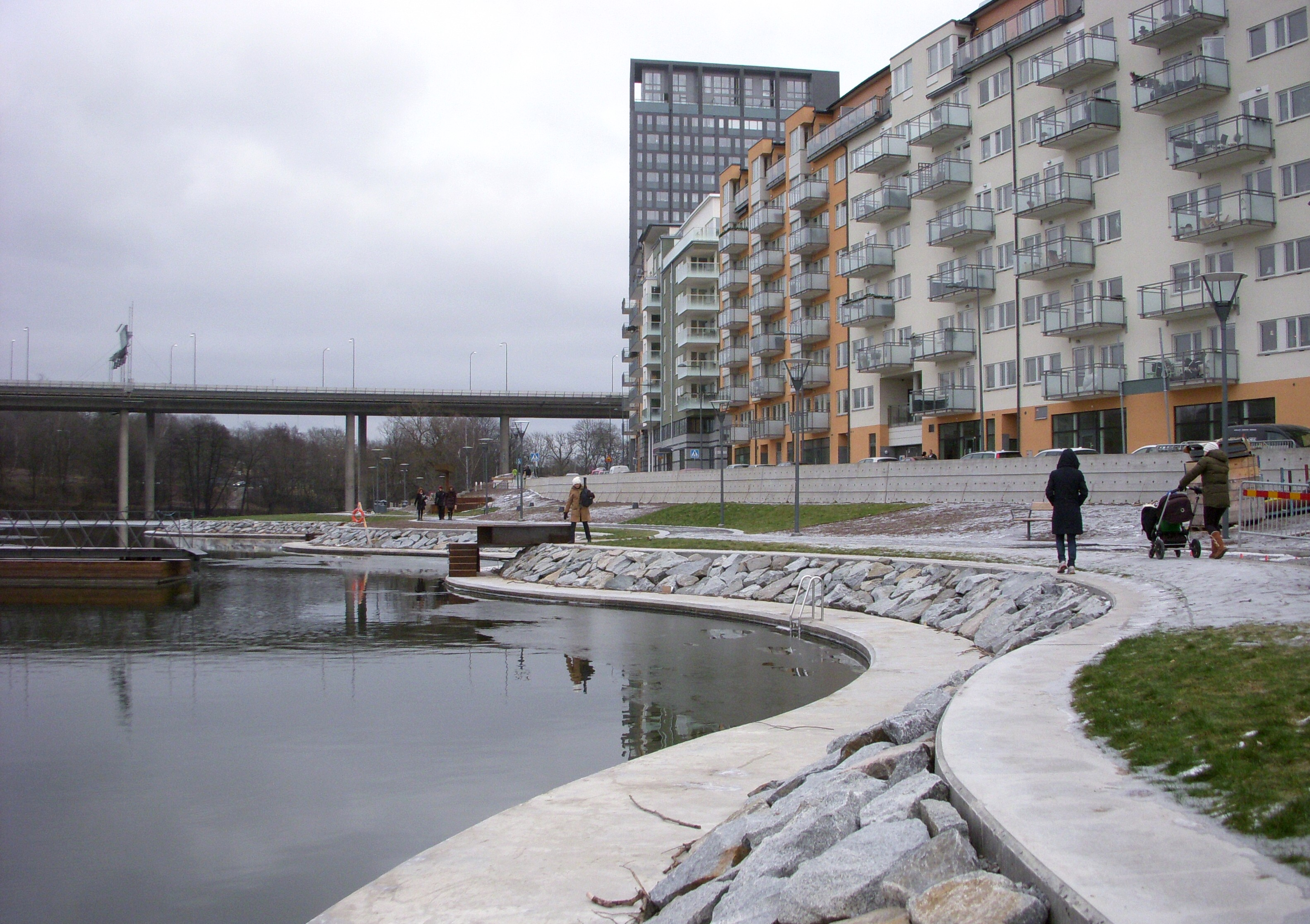
Januari 2012
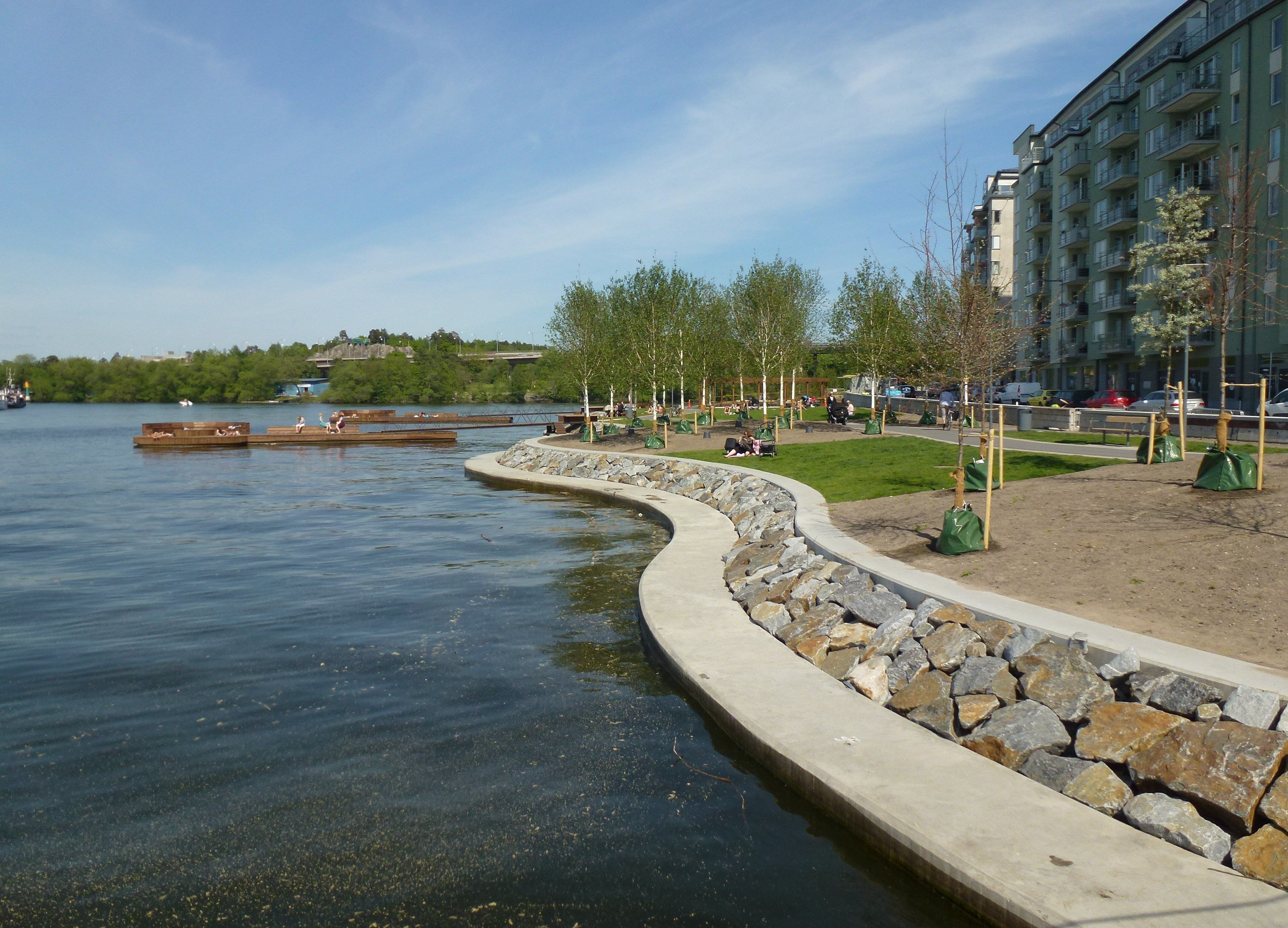
Maj 2012
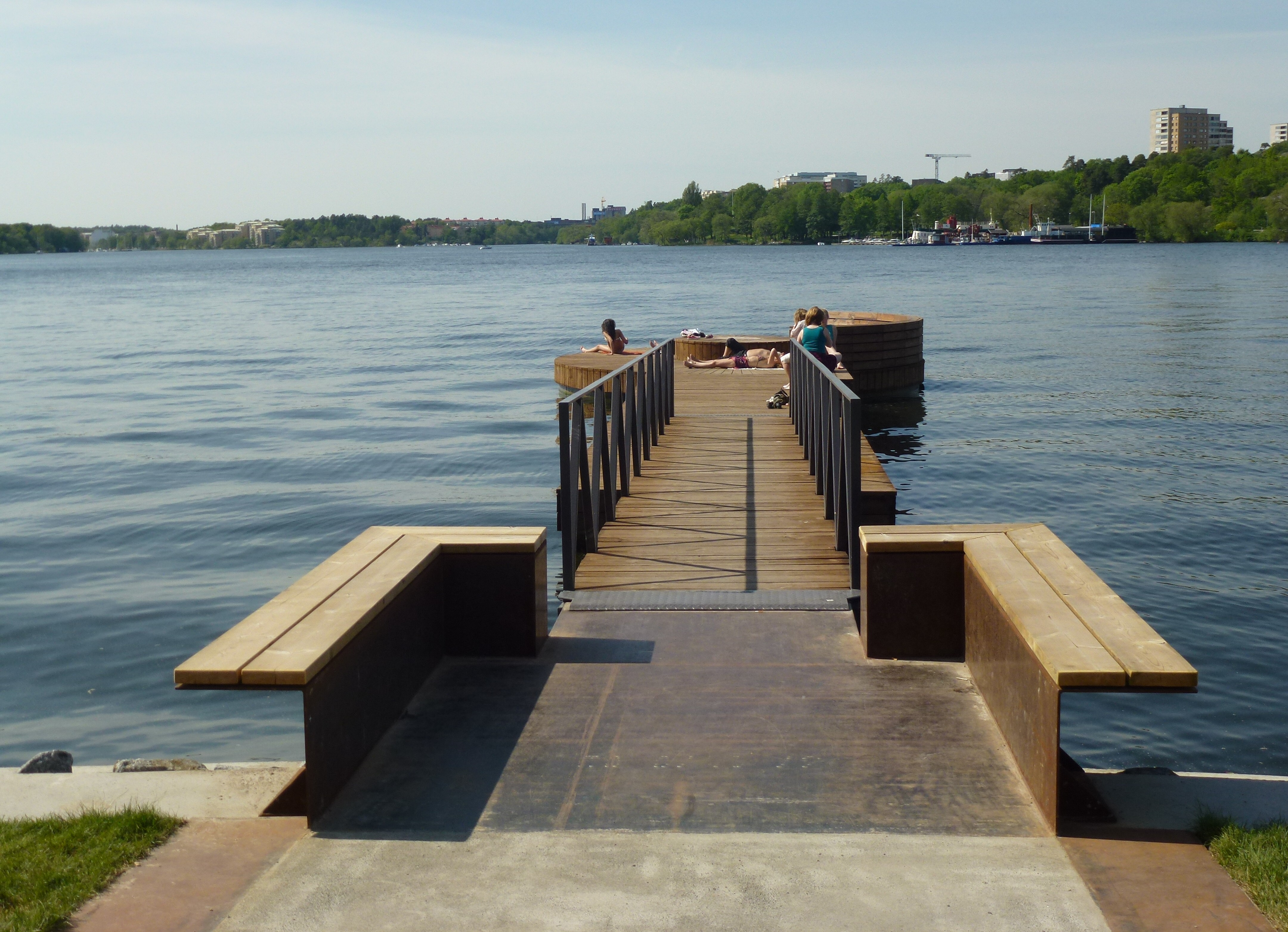
Maj 2012